# Hypsosinga rubens
Hypsosinga rubens är en spindelart som först beskrevs av Nicholas Marcellus Hentz 1847.  Hypsosinga rubens ingår i släktet Hypsosinga och familjen hjulspindlar. Inga underarter finns listade i Catalogue of Life.